# لرزاننده چربی
«لرزاننده چربی» فیلمی به کارگردانی و نویسندگی محمد شیروانی ساختهٔ سال ۱۳۹۱ است. این فیلم برنده جایزه در جشنواره بین‌المللی فیلم روتردام شده است.

## بازیگران
- نوید محمدزاده
- لوون هفتوان
- مریم پالیزبان
- حسن رستمی